# 3524 Schulz
3524 Schulz (1981 EE27) là một tiểu hành tinh vành đai chính được phát hiện ngày 2 tháng 3 năm 1981 bởi S. J. Bus ở Siding Spring. 3524 Schulz was đặt tên theo Charles M. Schulz, the popular cartoonist who created 'The Peanuts'.